# Fondazione Vittorino Colombo
La Fondazione Vittorino Colombo è stata fondata nel 1996 dopo la scomparsa del senatore Vittorino Colombo, ad opera di un gruppo di amici del senatore, ed è considerata l'erede del Centro studi Achille Grandi, tra i principali luoghi di cultura politica e sociale del dopoguerra a Milano.
Attuale Presidente è Stefano Devecchi Bellini.
La Fondazione è attiva nel campo della cultura sia a livello locale, che nazionale e internazionale. 
La principale attività è il Premio Internazionale Vittorino Colombo, in collaborazione con il comune di Albiate, che è stato assegnato, fra gli altri, a Václav Havel, a Boutros Boutros-Ghali, ai cardinali Angelo Sodano e Agostino Casaroli, a Shirin Ebadi, al presidente del Parlamento europeo Hans-Gert Pöttering e al prof. Andrea Riccardi.
La Fondazione Vittorino Colombo è attiva anche nelle promozione delle relazioni italo-cinesi nello studio in campo urbanistico, del non profit, della Intermediazione di Interessi e dell'etica economica.
Collabora con l'Università Cattolica del Sacro Cuore di Milano e con il Politecnico di Milano (Centro Studi Polismaker) del prof. Santiago Caprio, e la Fondazione cultura & solidarietà di Francesco Vivacqua ad attività di alta formazione.
È proprietaria degli archivi, riconosciuti dal Ministero dei beni e delle attività culturali di rilevante valore storico, di Vittorino Colombo e Luigi Gedda.
Dal 2008 ha promosso corsi di formazione sociopolitica con l'arcidiocesi di Milano e con altre importanti istituzioni milanesi fra cui la Società Umanitaria.
La Fondazione Vittorino Colombo è stata riconosciuta come ente morale dal Ministero dell'interno con il decreto ministeriale del 27 gennaio 1998 e dalla Giunta della regione Lombardia con decreto 30199|257 nel 1997.